# Acacia grandisiliqua
Acacia grandisiliqua é uma espécie de leguminosa do gênero Acacia, pertencente à família Fabaceae.